# Joan Boocock Lee
Joan Boocock Lee (Gosforth, Anglia, 1922. február 5. – Los Angeles, Kalifornia, 2017. július 6.) brit-amerikai modell, színész és szinkronszínész. Férje Stan Lee amerikai író, a Marvel Comics elnöke.

## Filmjei
- Fantasztikus Négyes (Fantastic Four) (1994, hang, tv-sorozat, hat epizódban)
- Pókember (Spider-Man) (1996–1998, hang, tv-sorozat, 11 epizódban)
- X-Men: Apokalipszis (X-Men: Apocalypse) (2016)

## További információ
- Joan Boocock Lee az Internet Movie Database-ben (angolul)